# エセルフリーダ

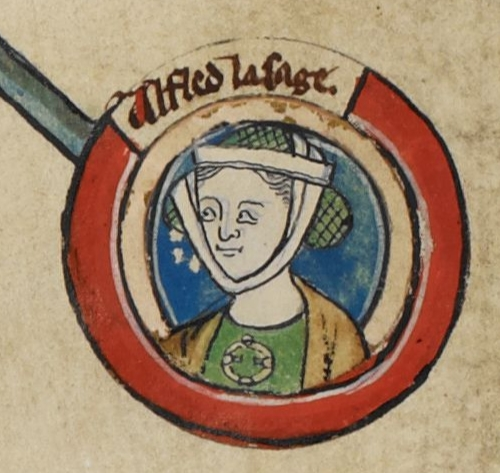
エセルフリーダ

エセルフリーダ(エセルフレッド、エゼルフレド、アゼルフレッド、古英語：Æthelflæd [ˈæθəlflæd], Æðelflæd、現代英語：Ethelfleda、870年頃 - 918年6月12日、在位911年 - 918年)は、9世紀初頭のイングランド、マーシアの君主である。アルフレッド大王の長女として生まれ、配偶者であるマーシア太守エゼルレッドの死後実質的にマーシアを治めた。在位中は弟のエドワード長兄王と並んでヴァイキングに対する軍事政策で成果を挙げ、「マーシアの貴婦人」と呼ばれた。   

## 時代的背景
マーシアは8世紀イングランド諸国の中では支配的な強国であった。その後のエランドゥンの戦いでウェセックスによる決定的な敗北を被るが、その後この二カ国は同盟関係を結び、ヴァイキングの侵略に共同で対応した。865年にヴァイキング大異教軍がイーストアングリアに上陸し、ヴァイキング勢力によるイングランド侵攻の端緒となった。イーストアングリア王国は退去税の支払いを余儀なくされ、ノーサンブリア王国は侵略の結果、傀儡政権が成立した。マーシアではヴァイキングの関与によってチェオルウルフ2世が即位した。アングロサクソン年代記では彼に関して「愚かな王の起源」として痛烈に批判している。一方で歴史家のアン・ウィリアムスはこの記述について偏向的であるとし、彼はマーシアの領民及び上王であるアルフレッドから真の王として認められていたとしている。 
その後アルフレッドはエディントンの戦いでデーン人勢力を打ち破り、ヴァイキングによる侵略は一時的な終息を見た。チェオルウルフ2世は879年を最後に歴史から姿を消す。この支配を引き継いだと思われるのが、エゼルフレダの夫であるエゼルレッドである。

## エセルフリーダに関する資料
この時代における資料としては『アングロサクソン年代記』が重要であるものの、この資料の中でエゼルフレダについてほとんど言及されていない。この事実に関して、歴史家の F. T. ウェインライトはこの年代記の編纂された時代のイングランド王であり、エセルフリーダの兄であるエドワード長兄王が、マーシア人の自立意識を高めることを恐れ、彼の妹の業績を描かせなかったのではないかと推測している 。 
彼女についての記述は、 Mercian Register または Annel ofÆthelflæd として知られている年代記に残されている。これらの年代記は現在では失われているものの、現存する年代記に組み込まれ、間接的に知ることができる。Mercian Register は902年から924年までの歴史について述べており、エセルフリーダに主な焦点を当てている一方で兄であるエドワード長兄王や彼の夫のエゼルレッドに関する記述は少ない  。エゼルレッドに関するに関する情報は、三つの断章（Three Fragments）として知られるアイルランドの年代記に記録されている。エセルフリーダは歴史家のウィリアム・オブ・マーズベリやジョン・オブ・ウスター などのアングロサクソン・ノルマン系の年代記作者から肯定的な評価を受けている。 

## 家族
エセルフリーダは870年頃、アルフレッド大王とマーシア貴族（Eardorman）エゼルレッド・ミュチェルの娘、イールスウィスの長女として生まれた 。イールスウィスの母親であるエアドバーは、マーシアの王室出身で、おそらくコエンウルフ王（796–821）の子孫であった 。このように、エセルフリーダはマーシアの血を引いており、彼女とエゼルレッドの結婚はウェセックスとマーシアの同盟関係を決定づけるものであった。年代記によると、結婚に際してエゼルフレダは土地と100マンクス（1マンクスで4.25gの金）を受け取り、彼女の夫は100マンクス分の刀剣を与えられたという。エゼルフレダの最初の記録は887年のものである。エゼルレッドがアルフレッドよりウォルチェスターの不動産を下賜される際、証明者として「エゼルレッドの妻」と記されており、これがおそらくエセルフリーダであるとされている。エゼルレッドはエセルフリーダよりもかなり高齢であったと考えられ、彼らの間にはエルフィンという娘がいたという。 
エゼルレッドがどのような家系出身であったのかはわかっていない。歴史家のリチャード・アベルスは彼を「謎の多い人物」と表現し、アルフレッド大王の義理の父、エゼルレッド・ミュチェルの親戚ではないかとしている。アレックス・ウルフは 、彼はおそらくマーシア王バーグレッドとアルフレッド大王の妹のエゼルスウィスの息子であると考えている。その場合エゼルフレダとエゼルレッドの結婚はいとこ婚にあたり、カノン法に照らして正当な結婚と認められない。 

## エセルフリーダとエゼルレッド
イングランドの他の地域と比較すると、マーシアは例外的に安定していた。バイキングからの侵略は少なく、ウェセックスからの圧力も大きくはなかった。特にウスターは一貫した学問、文化の発展を保つことができ、エゼルレッド、エゼルフレダの時代におけるマーシアの復興の中心地となった。883年、エゼルレッドはバークレー修道院に特権を付与し、890年代には彼とエゼルフレダがウスター教会を支持する憲章を発行した。これはエゼルレッド、エセルフリーダの夫婦が共同で統治行動を行った唯一の記録である。

## マーシアの貴婦人

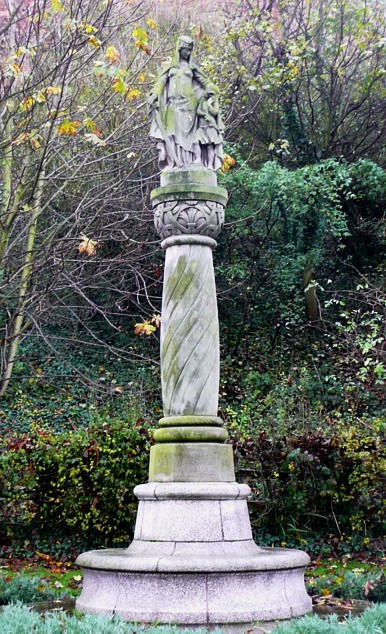
タムワースのエセルフリーダの像。彼女による要塞建設から千年を記念して1918年に建造された 。

911年に夫が亡くなると、エセルフリーダはMyrcnah lædige すなわち「マーシアの貴婦人（女性領主）」となった。歴史学者のイアン・ウォーカーは、彼女の継承を、アングロサクソンの歴史における王国の女性支配者の唯一の事例であり、「中世初期において最もユニークな出来事の1つ」であると説明している。この時代のウェセックスでは、王室の女性が政治的役割を果たすことは許されなかった。アルフレッド大王の妻は女王の称号を与えられておらず、チャーター（勅許）の証人の役割を果たすこともなかった。一方でマーシアでは、アルフレッドの妹のでマーシアのブルグレッド王の妻のエゼルスウィスが彼女は女王としてチャーターの証人となり、夫と共同で自分の名前で助成金を出すなど、女性貴族にも一定の政治参加の伝統があった。エセルフリーダが「マーシアの貴婦人」として統治を行った背景には、このようなマーシア特有の政治文化があったとされる。
エゼルレッドがの死後、エドワード長兄王はマーシアにおけるロンドンとオックスフォード、そしてアルフレッド大王がマーシアの支配下に置いていた後背地を支配下に置いた。イアン・ウォーカーはエセルフリーダはマーシアでの自らの地位を弟に認めさせ、その見返りに領土の一部を明け渡したのではないかと示唆している。アルフレッド大王はウェセックスに要塞などの防御施設のネットワークを構築したが、子供のエドワード長兄王とエゼルフレダは共にその防御を強化し、バイキングへの攻撃に備えた。フランク・ステントンはエドワード長兄王とエゼルフレダとの関係について次のように言及している「エドワード長兄王の主要な業績である南デンマークへの遠征は、マーシアを守るエセルフリーダの存在なしにはあり得なかった」。
エセルフリーダは、910年にブレメスバラと呼ばれる街の防壁を強化した。912年にはセバーン川と支流が交差する地点を抑えるためにブリッジノースに守りを固め、翌913年には、彼女はタムワースに砦を建設してレスターに根拠地を置くデーン人の攻撃を防ぐとともに、スタッフォードにトレントバレーに繋がる交通路を支配下に置いた。914年、グロスターとヘレフォードから進軍したマーシア軍がブルターニュのバイキング勢力を撃退した。ノーサンブリアやチェーシャーからの侵略からに対抗するためにエドディスベリーの砦が修理され、またウォーリックはレスターのデーン勢力に備えるために要塞化された。 915年、チャーベリーはウェールズとランコーンをつなぐマージー川のルートを守るために強化された 。
917年、エセルフリーダはダービーを攻撃し、三つの勢力からなるヴァイキング軍を壊滅させた。ダービーは、レスター、リンカーン、ノッティンガム、スタンフォードとともに、デーンロウの五大都市の1つであった。彼女はこの戦いで「忠実な四人の家臣」を失ったとされる 。 エセルフリーダを「有能な戦争指導者」と表現する歴史家のティム・クラークソンは、ダービーの戦いを「彼女の最大の勝利」と見なしている。この年の年末には、イーストアングリアのデーン人勢力はエドワードに敗北した。 918年初頭、エセルフリーダはレスターの所有権を獲得し、その周辺のデンマーク軍のほとんどが彼女に服従した。数ヶ月後、デンマーク統治下のヨークの有力者はおそらくアイルランドからのヴァイキングからエセルフリーダの庇護を確保するために、彼女への忠誠を誓うことを申し出たが、彼女はその申し出を受ける918年6月12日に死亡したと記録されている。 アイルランドの年代記（Three Fragments)によると、918年、ノーサンブリアでのコーブリッジの戦いで、ノース系バイキングの指導者ラグナルが率いる部隊に対して、エセルフリーダがスコットランド軍とノーサンブリアのイングランド軍による連合軍率いたとされているが、多くの歴史家は後世の創作だと考えている 。

## 死後

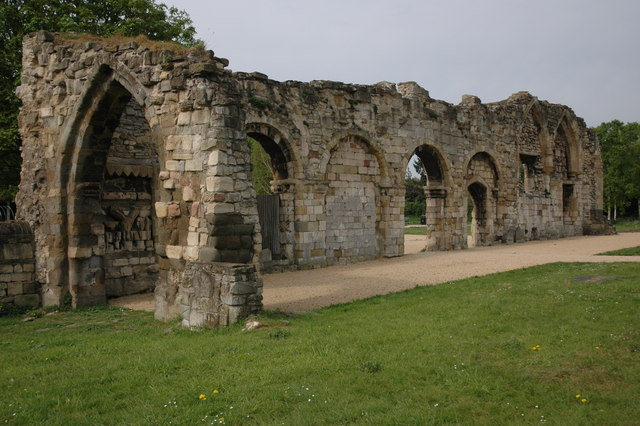
エセルフリーダとエゼルレッドが埋葬されたセントオズワルド修道院。

エセルフリーダは918年6月12日にタムワースで亡くなった。彼女の遺体はそこから75マイル (121 km)離れたグロスターまで運ばれ、夫と共に聖オズワルド教会に埋葬されたと記録されている 。
この埋葬地に関して、歴史家のヴィクトリア・トンプソンは、エセルフリーダがウィンチェスターにあるエドワードの王家の霊廟を自身の埋葬地として選んだとすれば、それはマーシアの従属的地位を強調したであろうし、レプトンという伝統的なマーシア王室の埋葬地を自らの永眠の地とすれば、それは挑発的な独立宣言として受け取られたであろうと主張している。彼女によればウェセックスとの国境近くにあるグロスターは、両者の間の妥協案であった 。エセルフリーダの死はエドワードによるデーンロウ南部の最後の征服の数ヶ月前であった  。彼女は娘のエルフウィンにマーシアにおける自らの地位を引き継いだが、918年12月初旬にエドワード長兄王は彼女を廃位し、マーシアを自らの支配下に置いた。多くのマーシア人は古くから続くマーシア王国がウェセックスへ従属することを嫌ったという。ウェインライトはマーシアの年代記の中のエルフウィンの廃位についての記述を「恨みに満ちたもの」と表現している。

## 評価と伝説
アングロサクソン年代記のウエスト・サクソン版では、エセルフリーダは単にエドワード王の妹として記述されているが、マーシア版では彼女を「マーシアの貴婦人（Lady of the Mercians）」として表現しており、アイルランドとウェールズの年代記は彼女は女王と表現されている。アルフレッド大王と長兄王エドワードの死についての記載がないアルスター年代記は彼女をfamosissima regina Saxonum （名高きサクソンの女王）と表現した  。彼女はまた、ウースターのジョンやマルムズベリのウィリアムなどのアングロノルマンの歴史家からも称賛され、「[エドワード]の強力な助力者、彼の国民にとっての喜び、彼の敵にとっての恐怖、偉大な魂を持つ女性」と表現した 。12世紀の歴史家、ヘンリー・オブ・ハンティングドンは彼女に下記のような賛辞を送っている。
英雄たるエルフリーデ！武の誉高く
名前は女だが勇敢な男：
あなたは戦を好む獰猛な領主、この世の全てがあなたに従う
女として生まれた征服者
あなたの名の下に、勝利の名誉はやってくる
女王と呼ばれるが、実際には王
戦士たちはマーシアの女傑の前で恐怖に怯える：
あのカエサルですらこのような栄光を勝ち取ったことはない  

一部の歴史家は、エゼルレッドとエゼルレッドは独立した支配者であると主張している。デヴィット・ダンヴィルは「彼女に与えられた称号は、彼女が王権と権威を行使したことを意味している」と主張した 。アレックス・ウルフはこの意見に同意し 、ポーリン・スタッフォードはエテルフレードを「最後のマーシアの女王」と表現した。
一方で歴史学者のウェインライトは、エセルフリーデが弟との協力関係において従属的な役割を演じることを受け入れ、彼の支配下でウェセックスとマーシアを統一するという彼の計画に同意したと考えている。ウェインライトは、エドワード長兄王が、おそらく長男アゼルスタンをマーシアの次世代の王として育てるために彼の地へ送った一方でエセルフリーデは彼女の娘の夫を探そうとしているようには見えないことは、彼の主張を裏付ける証拠と考えている。